# Томпсонвил (Тексас)
Томпсонвил (енгл. Thompsonville) насељено је место без административног статуса у америчкој савезној држави Тексас.

## Демографија
По попису из 2010. године број становника је 46.
| Група             | 2000.    | 2010.      |
| Белци             | 0 (0,0%) | 13 (28,3%) |
| Афроамериканци    | 0 (0,0%) | 0 (0,0%)   |
| Азијати           | 0 (0,0%) | 0 (0,0%)   |
| Хиспаноамериканци | 0 (0,0%) | 33 (71,7%) |
| Укупно            | 0        | 46         |